# Iglesia de la Asunción de la Virgen (Cervera del Maestre)
La iglesia de la Asunción de la Virgen de Cervera del Maestre (Provincia de Castellón, España) se encuentra incrustada dentro de la trama urbana, accediéndose a ella por dos tramos de escaleras que dan acceso a las dos puertas. 
Se trata de un templo de nave única con dos capillas laterales. La portada es sencilla, con arco de medio punto sobre impostas. En su interior es apreciable un altar dedicado a la Virgen de la Costa, con imagen de talla del siglo XVI y una cruz procesional gótica. 
De la iglesia destaca la torre campanario, barroca, hexagonal, de piedra y con dos cuerpos: el inferior macizo y el superior con huecos entre pilares.

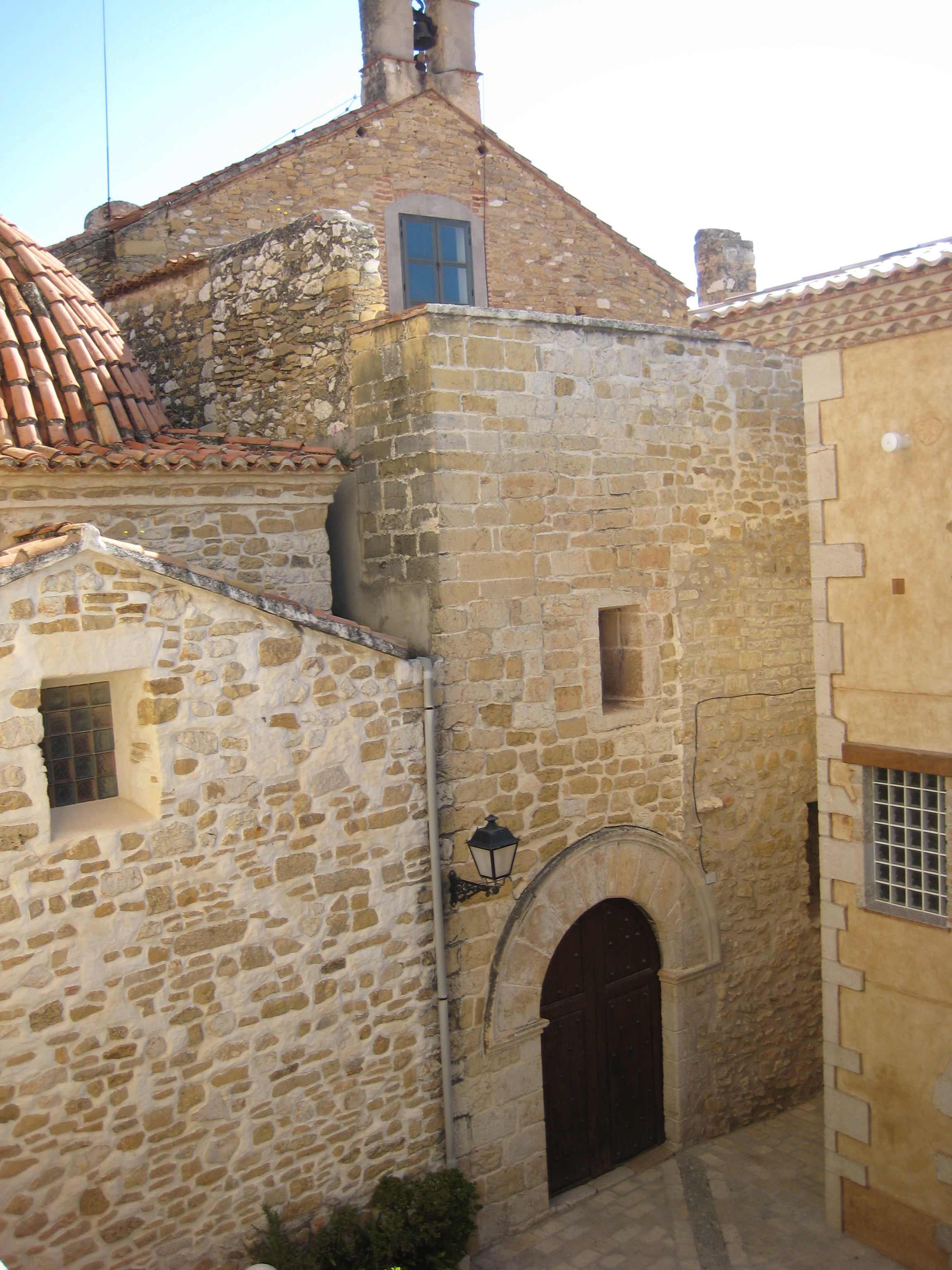
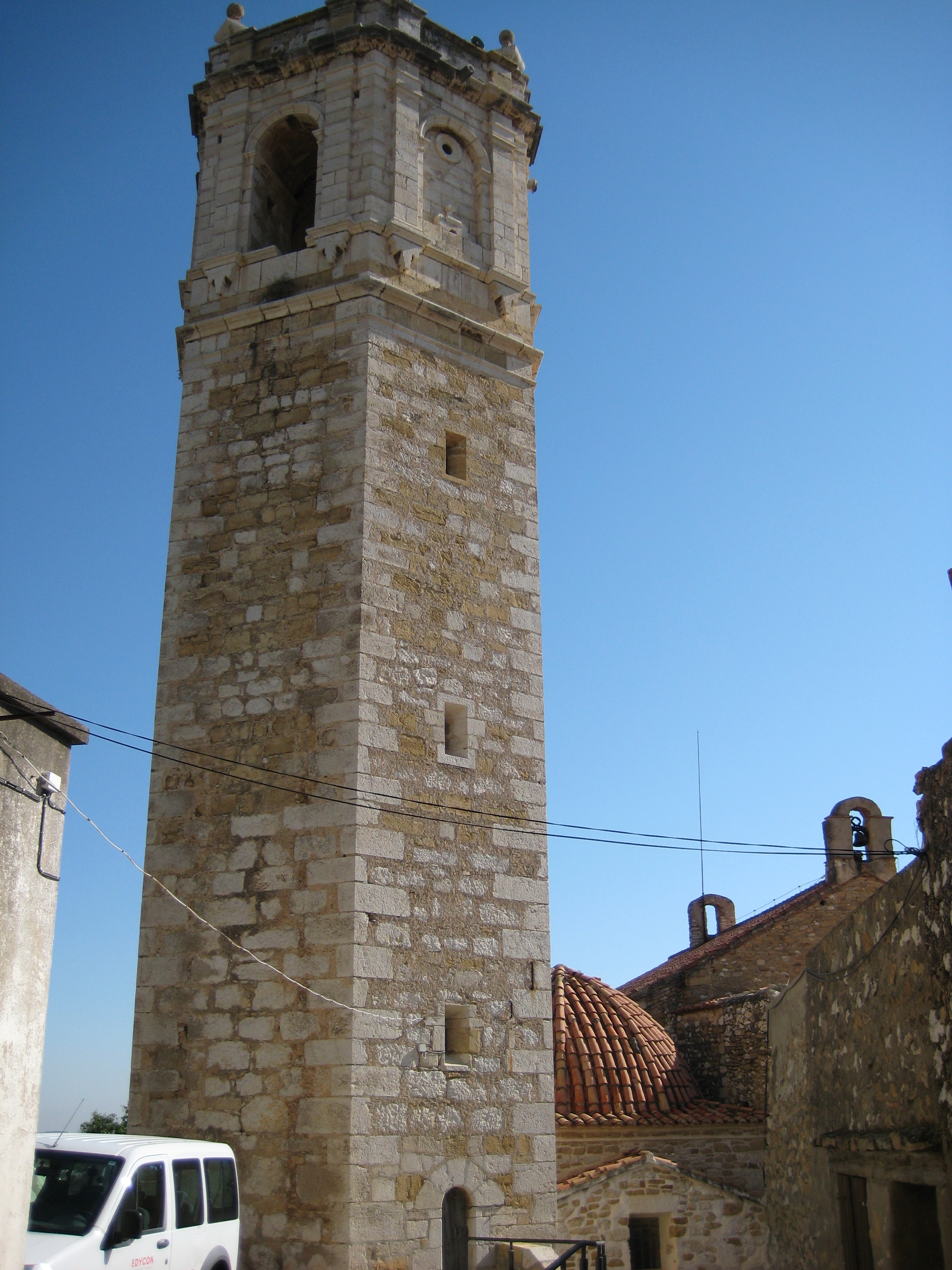
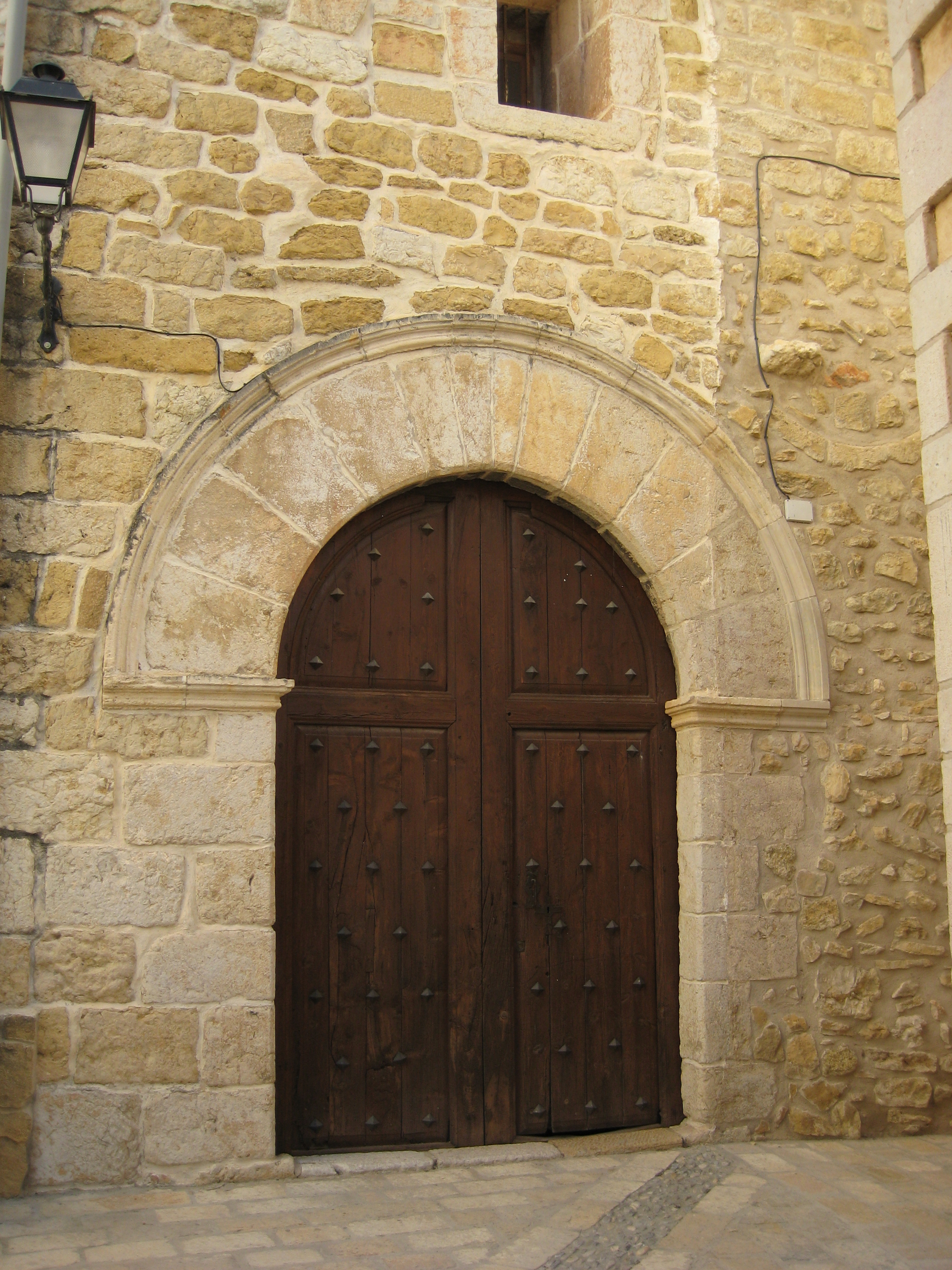